# Max Klimmek
Max Klimmek (* 8. Dezember 1903 in Hohenstein, Kreis Osterode, Masuren; † 13. Januar 1981 in Ahrensburg, Schleswig-Holstein) war ein deutscher stellvertretender Bürgermeister und Stadtrat in Königsberg sowie Gauamtsleiter in Ostpreußen.

## Leben
Max Klimmek trat zum 1. November 1932 der NSDAP bei (Mitgliedsnummer 1.360.445) und war ab 1933 Gauamtsleiter für Kommunalpolitik des Gaus Ostpreussen. Auf Bestreben des Stadtrats und Personaldezernenten Paul Wolff wurde im Jahr 1935 gegen Max Klimmek ein Parteiausschlussverfahren geführt.
Max Klimmek war 1933 ein Mitglied des Provinziallandtags der Provinz Ostpreußen (MdPl) und von Juli 1933 bis 1945 ein Stadtrat sowie stellvertretender Bürgermeister in Königsberg. Er war der Grundstücksdezernent der Stadtverwaltung.
Die Familie Klimmek wohnte in Königsberg zuerst in der Mozartstraße 29 und danach bis 1945 in der Hardenbergstraße 32. Nach der Flucht aus Ostpreußen 1945 und der Entnazifizierung lebten die Eheleute in Ahrensburg.